# 微笑みの国

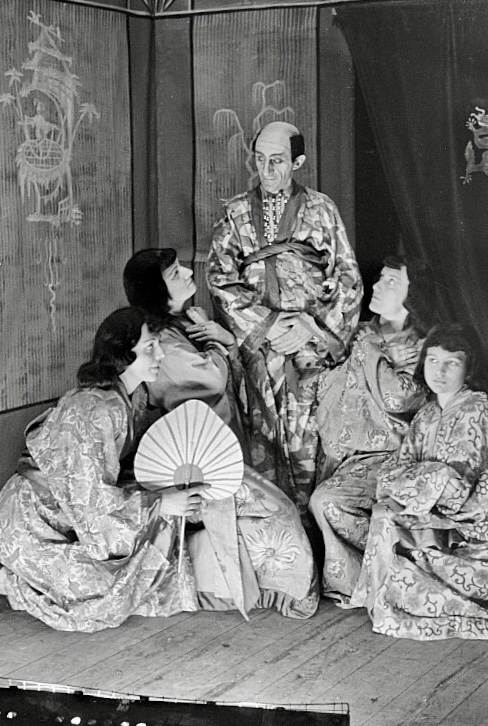
1930年ベルリンで上演されたときの様子

微笑みの国（ドイツ語: Das Land des Lächelns）は、1929年10月10日にベルリンのメトロポール劇場で初演されたフランツ・レハール作曲の全三幕のオペレッタ。 「メリー・ウィドウ」と並ぶレハールの傑作とされる。 ハンガリー語では A Mosoly Országa、英語では Land of Smiles と訳される。

## 概要
メリー・ウィドウの成功で一躍時代の寵児となったレハールは、その後、「ルクセンブルグ伯爵」(1905年)、「ジプシーの恋」(1910年)、「エヴァ」(1911年)、「青いマズルカ」(1920年)、「フラスキータ」(1922年)、「クロ・クロ」(1924年)、「パガニーニ」(1925年)、「ロシアの皇太子」(1927年)、「フリデリーテ」(1928年）等でさらに人気を高め、1929年にこの「微笑みの国」を発表、さらに「世界は美しい」(1930年)と「ジュディエッタ」(1934年)など、全部で30を越す舞台作品を書いた。
ことに第一次世界大戦後の作品には、この「微笑みの国」のように、喜歌劇には「ハッピーエンド」という常識を破ったものが多く、また、それ以外のものでも、それ以前の底抜けの陽気さとは違って、第二次世界大戦前の風潮を反映したロマンに溢れる内容と情緒豊かなメロディをもった作品となっている。
ヴィクトル・レオン（Victor Léon）の台本によってフランツ・レハールが1923年2月9日に初演したオペレッタ『黄色い上着』（Die gelbe Jacke）が旧作だったが、筋も音楽もごたごたとした未完成な作品であったという。これを基に、ルートヴィッヒ・ヘルツァー（Ludwig Herzer）、及びフリッツ・レーナー＝ベーダ（Fritz Löhner-Beda）が改作してドイツ語台本を作成した。また、当時の人気歌手のリヒャルト・タウバーに合わせた新しい音楽（EX.「君こそ我が心の全て」)も加えて全面的に改作され、「メリー・ウィドウ」以来のヒットとなった。
叙情性に加え喜劇的描写や楽しい音楽も豊富で、ウイーンオペレッタの伝統を大きく逸脱はしていない。しかし、すでにレハール作品の大部分はウィーンではなくベルリンで初演されるようになっていた。なお、初演は1929年10月10日、ベルリンのメトロポール劇場。出版はウィーンのグロッケン出版社。

## 演奏時間
序曲8:40
第一幕(音楽のみ)29分
第二幕(音楽のみ)40分
第三幕(音楽のみ)12分
合計1時間30分
上演時間1.5~2時間

## 台本
原作は1923年2月4日にウィーンで初演されたヴィクトール・レオンの台本によるレハールの喜歌劇「黄色いジャケット」
新台本と詞の改作はルドヴィヒ・ヘルツァ(Ludwig Herzer)とフリッツ・レーナー(Fritz Löhner)

## 作品の成立背景
作品の成立背景には19世紀以来ヨーロッパを席捲していたオリエンタリズムがある。しかし、ヨーロッパの人々の中国認識は極めて大雑把なもので、劇中スー・チョン殿下が4人の妻を娶らされる話も中国をイスラム教国と間違えて認識したことによる(但し、中国にも大官が自宅に複数の妾を蓄える習慣はある)。このように、現実認識は極めて曖昧でストーリーも実に通俗的なものであるが、音楽の美しさと完成度の高さで人気が高い。映画でありながら共にドイツ人にメイクを施して主役兄妹を演じさせた70年代のルネ・コロ主演作品、逆に舞台ながら兄妹に韓国人と日本人を起用したものの中国兵に兵馬俑のような扮装をさせて(時代設定は20世紀である)太極拳風の振り付けで踊らせた2001年のメルビッシュ湖上音楽祭上演など、厳密な考証よりはファンタスティックな東洋を描く上演スタイルが主流である。
「メリー・ウィドウ」が、カラヤン、マタチッチ、ガーディナー、ウェルザー＝メストといった人気指揮者が全曲録音を手がけ、オペレッタに差別的だったウィーン、ベルリン、ドレスデンの旧宮廷歌劇場でも演目となっている点に比べると知名度は一歩を譲るが、実質上男声に主役のウェイトがかかる作品にもかかわらず、ドイツの大ソプラノ歌手シュヴァルツコップが全曲録音を残した6つのオペレッタに含まれるなど、古くから名作として位置づけられている。

## 構成
全三幕
- 時・場所：1912年。ウィーン、及び北京
- 第一幕 ウィーン、リヒテンフェルス伯爵邸のサロン
- 第二幕 北京のスー・チョン殿下の宮殿の大広間
- 第三幕 スー・チョン殿下の後宮

## 登場人物
- リーザ（ソプラノ）……リヒテンフェルス伯爵令嬢
- グスタフ・フォン・ポッテンシュタイン伯爵（バリトン）……竜騎兵中尉でリーザの幼馴染
- スー・チョン殿下（テノール）……中国のエリート外交官
- ミー（ソプラノ）……スー・チョンの妹
- チャン（バリトン）……スー・チョンの伯父
- フェルディナント・リヒテンフェルス伯爵……陸軍中将。リーザの父
- ローレ（台詞）……リヒテンフェルス伯爵の姪
- ハールデッグ閣下（台詞）……グスタフの伯父
- フー・リー（台詞）……中国公使館書
- 宦官長（台詞）

## あらすじ
第一幕 ウィーン、リヒテンフェルス伯爵邸のサロン
リヒテンフェルス伯爵令嬢リーザは、美しく活発な娘。常に多くの崇拝者に囲まれる人気者であった。リーザの幼馴染グスタフ中尉もそんな崇拝者達の一人で彼女に結婚を申し込んでいた。しかし、リーザには密かに思いを寄せる人がいた。中国の外交官スー・チョン殿下である。東洋人のたしなみで感情を表に出さず、「常に微笑むのみ」とかたる殿下にリーザはすっかり夢中であった。しかし、そんな二人に転機が訪れる。リーザの乗馬大会での優勝を祝うパーティー途中、電報が入り、スー・チョン殿下が本国で首相に指名されたため急遽本国に帰ることになったのだ。別れの間際二人であった殿下とリーザは互いの思いを告白し、リーザは殿下に付いて中国に行くことを決心する。
第二幕 北京のスー・チョン殿下の宮殿の大広間
中国についたリーザを待っていたのはスー・チョンの伯父チャンに体現される中国のしきたりである。しかし、そんな中でリーザの味方になってくれたのは愛するスー・チョンとその妹ミーだった。しきたりで「夫の首相就任の儀式に出られない」と悲しむリーザをなぐさめ、そして気晴らしの相手をしてくれるミーはリーザの良き友だった。
そこへウィーンからグスタフが大使館付武官として宮殿にやってくる。そこで彼は今日テニスの相手をしたミーと再会し、意気投合する。しかし、宮殿にグスタフがやってきたのはリーザにスー・チョン殿下が中国のしきたりによって四人の女性と結婚することを知らせに来たのだ。動揺するリーザは殿下を問い詰め、「形式上の結婚だ」という殿下に対して「私は裏切られた」といって逃げようとする。しかし、殿下は家臣に命じてリーザを軟禁するよう命じてしまう。
第三幕 スー・チョン殿下の後宮
後宮に軟禁されたリーザはもはや殿下を愛す事ができなくなった。ミーが兄との関係修復を勧めても首を縦に振らなかった。そこでミーはグスタフを後宮に招きいれ、リーザを脱出させようとする。リーザは躊躇するが、グスタフの説得もあって承諾し、準備をするために部屋に入る。その間グスタフとミーはお互いの愛を確認しあう。そこに準備が整ったリーザが現われ、ミーの教える秘密の出口から逃げようとするが、殿下に見つかり捕らえられる。殿下はリーザに残って欲しいと言うが、彼女は「もはやこの環境に我慢できない。国に帰ることを許して」と言う。もはや全ては終わってしまったのだ…… そして殿下はグスタフにリーザを故郷に連れて行くように頼み、涙を流すミーを慰めながら「悲しみも微笑みの下に隠すのだ」と言ってリーザを見送るのだった。

## 聴きどころ
第一幕
- 「常に微笑むのみ」（スー・チョン）
- 「二人でお茶を」（リーザ&スー・チョン）
- 「リンゴの花輪を」（スー・チョン）

第二幕
- 「私たちの心に愛を刻んだのは誰?」（スー・チョン&リーザ）
- 「君こそ我が心のすべて」（スー・チョン）

第三幕
- 「悲しみも微笑の下に隠すのだ」（スー・チョン）

　
「メリー・ウィドウ」と並ぶ傑作として知られ、上記以外にも人気の高い曲が多くある。

## 編曲
作・編曲家の鈴木英史によって吹奏楽編成用のセレクションが作られ、日本のアマチュア吹奏楽界で人気を呼んでいる。